# جسم زجاجي
الرُّطُوبَة الزُّجَاجِيَّة أو الخلط الزجاجي أو الجسم الزجاجي هو أحد أجزاء عين الإنسان وهو جسم هلامي شفاف خال من الأوعية الدموية، يشكل ثلثي وزن عين الكهل ويعطي العين شكلها، وهو لا يفرز وضياعه لا يعوض تلقائيا.

## الموقع
يشغل المسافة الواقعة بين حليمة العصب البصري في الخلف والجسم البلوري في الأمام تتكثف الطبقات السطحية منه مكونة قاعدة الزجاجي، وتلتصق عند حليمة العصب البصري وتلتصق مع الوجه الخلفي للبلورة عند الشباب، وفي بقية الأماكن تستند محفظة الزجاجي إلى المحددة الباطنة للشبكية

## التركيب
يتركب الخلط الزجاجي من كتلة من الحمض الهياليني ومن شبكة من ألياف الكولاجين وكلاهما محب للماء ويؤلف الماء 99% من تركيب الجسم الزجاجي ويحوي كميات قليلة من البروتينات غير المنحلة بالماء وبعض الكهرليات.

## روابط خارجية
- The Eye - explanations and diagrams from a McGill University Web site